# Всем на планете
Всем на планете — дебютный студийный альбом вокально-инструментального ансамбля «Сябры», выпущенный в 1978 году компанией «Мелодия» на виниловом диске-«гиганте».

## Об альбоме
Выходу пластинки предшествовал выпуск сингла «Кася», который был издан на гибкой пластинке и включал три песни: «Всем на планете», «Кася», «Гимн Земле».
Песня Александры Пахмутовой «Гимн Земле» была предложена Валентину Бадьярову лидером «Песняров» Владимиром Мулявиным и предназначалась для выступления коллектива в 1977 году на Всесоюзном конкурсе советской песни, посвящённом 60-летию Октября. С этой песней «Сябры» стали лауреатами, заняв третье место, и сам «Гимн Земле» также был удостоен звания лауреата — в категории новых песен.

## Список композиций
| №  | Название                      | Текст песни                        | Музыка       | Длительность |
| -- | ----------------------------- | ---------------------------------- | ------------ | ------------ |
| 1. | «Всем на планете»             | С. Кирсанов                        | В. Бадьяров  | 2:58         |
| 2. | «Кася»                        | А. Пашкевич                        | И. Лученок   | 3:42         |
| 3. | «Цветок любви»                | П. Пчелинцев                       | В. Цакадзе   | 3:21         |
| 4. | «Марыя»                       | К. Камейша                         | Н. Сацура    | 3:36         |
| 5. | «Гимн Земле»                  | Н. Добронравов                     | А. Пахмутова | 5:51         |
| 6. | «Баллада о сожженной деревне» | А. Вертинский, перевод В. Червоный | В. Бадьяров  | 6:35         |
| 7. | «Мне снится лето»             | А. Кирилов                         | Н. Подгорнов | 3:46         |
| 8. | «Белый снег»                  | Л. Палей                           | В. Успенский | 4:20         |
| 9. | «Не обижайся»                 | М. Пляцковский                     | Я. Дубравин  | 3:52         |

## Участники записи
Все композиции были записаны в аранжировках В. Бадьярова. Солировали В. Червонный (композиции № 3, 4, 5, 6, 7, 9) и А. Ярмоленко (композиции № 1, 2, 8).